# Nedryhailiv (huyện)
Huyện Nedryhailiv (tiếng Ukraina: Недригайлівський район, chuyển tự: Nedryhailivs'kyi raion) là một huyện của tỉnh Sumy thuộc Ukraina. Huyện Nedryhailiv có diện tích 1036 kilômét vuông, dân số theo điều tra dân số ngày 5 tháng 12 năm 2001 là 31231 người với mật độ 30 người/km2. Trung tâm huyện nằm ở Nedryhailiv.